# Jung Jin-young (ca sĩ)
Đây là một tên người Triều Tiên, họ là Jung.
Jung Jin-young (tiếng Hàn: 정진영; sinh ngày 18 tháng 11 năm 1991), thường được biết với nghệ danh Jinyoung, là một thần tượng K-pop, nhạc sĩ, nhà sản xuất phim, diễn viên, đồng thời là cựu trưởng nhóm và hát thứ chính trong nhóm nhạc thần tượng B1A4 thuộc công ty WM Entertainment.

## Sự nghiệp

### Trước khi ra mắt
Anh được WM phát hiện khi tự mình đăng tải ảnh của bản thân lên Cyworld. Sau 2 năm thực tập, rèn luyện các kỹ năng, anh cùng với các thành viên CNU, Sandeul, Baro, Gongchan được ra mắt dưới tên nhóm nhạc thần tượng B1A4. Anh là thành viên đầu tiên tung ảnh teaser ra mắt.

### B1A4
Trong B1A4, anh được biết đến là trưởng nhóm, sáng tác và hát thứ chính trong nhóm. Số ca khúc Jinyoung sáng tác lên đến gần 30 bài. Anh đã đóng góp không nhỏ vào sự thành công hiện tại của B1A4.

## Biệt danh
JinYoung được biết đến với tính cách điềm đạm, ôn hoà, chín chắn và già dặn vì thế anh được các thành viên trong nhóm đặt cho biệt danh "Halbae – Ông nội". JinYoung đã từng là một uljjang trước khi debut (uljjang – best face) và xuất hiện trong chương trình Flower Boys Terror Situation của kênh Mnet, trong đó anh được xếp hạng 1, vượt qua cả JongHyun (SHINee) và Song Joong-ki. Các thành viên cũng tiết lộ Jinyoung có "Prince Disease" và anh cũng tự gọi mình là "Mirror Prince". Anh rất quan tâm đến vẻ ngoài và thường xuyên soi gương.

## Các sáng tác

### B1A4
Jinyoung được biết đến là nhạc sĩ sáng tác phần lớn các bài nhạc trong album của B1A4.
| 2011                                     | "Bling Girl"                                      | 3:36 | Let's Fly             |
| 2011                                     | "Wonderful Tonight"                               | 3:31 | It B1A4               |
| 2012                                     | "Baby I'm Sorry"                                  | 3:32 | Ignition              |
| 2012                                     | "Feeling"                                         | 3:31 | Ignition              |
| 2012                                     | "Wonderful Tonight (Unplugged Remix)"             | 3:51 | Ignition              |
| 2012                                     | "Baby Good Night (잘자요 굿나잇)"                 | 3:20 | Ignition: Special Ed. |
| 2012                                     | "너때문에 (Because of You)"                       | 3:52 | Ignition: Special Ed. |
| 2012                                     | "Beautiful Lie"                                   | 3:34 | 1                     |
| 2012                                     | "Intro - In The Wind"                             | 1:00 | In The Wind           |
| 2012                                     | "Tried To Walk (걸어 본다)"                       | 3:36 | In The Wind           |
| 2012                                     | "뭐 할래요 (What Do You Want To Do)"              | 3:31 | In The Wind           |
| 2013                                     | "What's Happening? (이게무슨일이야)"              | 3:20 | What's Going On       |
| 2013                                     | "Good Love"                                       | 3:56 | What's Going On       |
| 2014                                     | "Intro - Prologue"                                | 1:06 | Who Am I              |
| 2014                                     | "Lonely (없구나)"                                 | 4:05 | Who Am I              |
| 2014                                     | "사랑 그땐 [Feat.하림] (Love Then [Feat. Harim])" | 3:39 | Who Am I              |
| 2014                                     | "Baby"                                            | 3:55 | Who Am I              |
| 2014                                     | "예뻐 (Pretty)"                                   | 3:18 | Who Am I              |
| 2014                                     | "Who Am I"                                        | 3:14 | Who Am I              |
| 2014                                     | "Solo Day"                                        | 3:19 | Solo Day              |
| 2014                                     | "내가 뭐가 돼 (You Make Me a Fool)"               | 3:29 | Solo Day              |
| 2014                                     | "잘 돼가 (It's Going Well)"                       | 3:35 | Solo Day              |
| 2014                                     | "물 한잔 (A Glass Of Water)"                      | 3:23 | Solo Day              |
| 2014                                     | "You feat. Sunmi)"                                | 3:52 | Solo Day              |
| 2015                                     | "Sweet Girl"                                      | 3:19 | Sweet Girl            |
| 2015                                     | "You Are a Girl I'm a Boy"                        | 3:34 | Sweet Girl            |
| 2015                                     | "After 10 Years(10년 후)"                         | 3:28 | Sweet Girl            |
| 2015                                     | "Wait"                                            | 4:23 | Sweet Girl            |
| Ca khúc chủ đề của album sẽ được in đậm. |                                                   |      | Sweet Girl            |

#### Các sáng tác khác
| 2016                                     | "같은 곳에서 (In the Same Place)"         | 소녀온탑 (Girls on Top)    | 3:05 | Produce 101 - 35 Girls 5 Concepts           |
| 2016                                     | "한 발짝 두 발짝 (One Step, Two Step)"    | Oh My Girl                 | 3:43 | Pink Ocean                                  |
| 2016                                     | "벚꽃이 지면 (When Cherry Blossoms Fade)" | I.O.I                      | 3:23 | Chrysalis                                   |
| 2017                                     | "Deep Blue Eyes"                          | 옆집소녀 (Girls Next Door) | 3:33 | Idol Drama Operation Team "Flower Road" OST |
| Ca khúc chủ đề của album sẽ được in đậm. |                                           |                            |      |                                             |

## Điện ảnh

### Phim điện ảnh
| Năm  | Tiêu đề        | Vai trò    | Ghi chú |
| ---- | -------------- | ---------- | ------- |
| 2014 | Miss Granny    | Ban Ji-ha  |         |
| 2019 | The Dude in me | Dong Hyunh |         |

### Truyền hình

#### Phim truyền hình
| Năm  | Tiêu đề                                       | Kênh phát sóng | Vai diễn               | Ghi chú   |
| ---- | --------------------------------------------- | -------------- | ---------------------- | --------- |
| 2012 | The Thousandth Man                            | MBC            | Khách mời              | [ 14 ]    |
| 2013 | She Is Wow                                    | tvN            | Gong Min-gyu           | [ 15 ]    |
| 2015 | Persevere, Goo Hae-ra                         | Mnet           | Kang Se-chan / Ray Kim |           |
| 2015 | Warm and Cozy                                 | MBC            | Jung Poong-san         |           |
| 2015 | Love Detective Sherlock K                     | Naver TV Cast  |                        | Web drama |
| 2016 | Mây họa ánh trăng (Moonlight Drawn By Clouds) | KBS2           | Kim Yoon-sung          |           |
| 2019 | My First First Love                           | Netflix        | Seo Do-hyun            | Web drama |
| 2021 | Học viện cảnh sát (Police University)         | KBS2           | Kang Seon-ho           |           |

#### Chương trình thực tế
| Năm  | Kênh       | Tiêu đề                                        | Ghi chú                                   |
| ---- | ---------- | ---------------------------------------------- | ----------------------------------------- |
| 2011 | MBC        | Idol Athletics Championships                   |                                           |
| 2011 | SBS        | MTV Let Me Show                                |                                           |
| 2011 | SBS        | MTV Match Up                                   |                                           |
| 2012 | MBC Every1 | Weekly Idol                                    | Tập 26                                    |
| 2012 | MBC        | Idol Athletics and Swimming Championships      |                                           |
| 2012 | SBS        | MTV Special B1A4 Selca Diary                   |                                           |
| 2012 | SBS        | 1000 Song Challenge                            | Với Gongchan và Sandeul                   |
| 2012 | Mnet       | Wide Entertainment News - B1A4's Sesame Player |                                           |
| 2012 | MBC Every1 | Weekly Idol                                    | Tập 40                                    |
| 2012 | KBS Joy    | B1A4 Hello Baby Season 6                       |                                           |
| 2012 | KBS2       | Immortal Songs 2                               | Tập 77                                    |
| 2013 | KBS2       | Immortal Songs 2                               | Tập 109                                   |
| 2013 | MBC Every1 | Weekly Idol                                    | Tập 73                                    |
| 2013 | KBS2       | Dream Team Ping Pong Special                   |                                           |
| 2013 | MBC        | Infinite Challenge                             | Tập 329 & 330                             |
| 2013 | MBC Every1 | Weekly Idol                                    | Tập 97                                    |
| 2013 | KBS2       | Hello Counselor                                |                                           |
| 2014 | KBS2       | Million Seller                                 | Tập 1 & 2                                 |
| 2014 | MBC Every1 | Weekly Idol                                    | Tập 135                                   |
| 2014 | SBS        | Running Man                                    | Tập 201                                   |
| 2014 | KBS2       | Happy Together                                 |                                           |
| 2014 | MBC Every1 | Weekly Idol                                    | Tập 159                                   |
| 2014 | MBC Music  | B1A4's One Fine Day                            |                                           |
| 2015 | KBS2       | Global Request Show A Song For You 4           | Tập 7 (với B1A4) Tập 12 & 13 (vai trò MC) |
| 2016 | MBC        | People Full of Capacity                        | Tập 14                                    |
| 2016 | MBC        | King of Mask Singer                            | Tập 85                                    |
| 2016 | Mnet       | Produce 101                                    | Tập 9                                     |
| 2016 | Mnet       | God of Music 2                                 | Khách mời                                 |

## Giải thưởng và đề cử
| Năm  | Giải                                               | Hạng mục                            | Tác phẩm đề cử | Kết quả |
| ---- | -------------------------------------------------- | ----------------------------------- | -------------- | ------- |
| 2014 | Giải Paeksang Arts lần thứ 50                      | Nam diễn viên nổi tiếng nhất (phim) | Miss Granny    | Đề cử   |
| 2014 | Seoul International Youth Film Festival lần thứ 16 | Nam diễn viên xuất sắc nhất         | Miss Granny    | Đề cử   |
| 2015 | 10th Max Movie Awards                              | Nam diễn viên phụ xuất sắc nhất     | Miss Granny    | Đề cử   |